# Loulwa Al Sharif
Loulwa Al Sharif é uma cantora de jazz blues da Arábia Saudita. Foi a primeira mulher saudita a se apresentar em público.